# Terruggia
Terruggia (piemontiul: Trugia) település Olaszországban, Piemont régióban, Alessandria megyében. Lakosainak száma 894 fő (2023. január 1.). Terruggia Casale Monferrato és Rosignano Monferrato községekkel határos.

## Népesség
A település lakossága az elmúlt években az alábbi módon változott:
| Lakosok száma | 931  | 932  | 894  |
|               | 2017 | 2018 | 2023 |